# Youssoufa Moukoko
Youssoufa Moukoko (født 20. november 2004) er en tysk-camerounsk fodboldspiller, som spiller for den danske superligaklub F.C. København. Han har tidligere spillet for Borussia Dortmund og Ligue 1-klubben Nice samt Tysklands landshold.

## Klubkarriere

### Borussia Dortmund
Moukoko begyndte at spille for St Paulis ungdomshold i 2014 efter at have flyttet til Hamborg. I 2016 skiftede han til Borussia Dortmunds ungdomshold. Han imponerede stort på ungdomsniveau, og scorede 141 mål på bare 88 kampe for Dortmunds U/17 og U/19 hold.
Moukoko fik sin førsteholdsdebut den 21. november 2020, kun en dag efter han var blevet 16-år, hvilke er minimumsalderen for at måtte spille førsteholdsfodbold i Tyskland. Han blev dermed den yngste spiller i Bundesligaen historie. Den 8. december 2020 spillede han sin første Champions League-kamp, og blev dermed også den yngste spiller i turneringens historie. Han scorede sit første mål for førsteholdet den 18. december 2020 i en kamp imod Union Berlin, og blev dermed den yngste målscorer i Bundesligaens historie.

#### Leje til Nice
Moukoko blev i august 2024 udlejet til OGC Nice.

### F.C. København
Den 28. juni blev det offentliggjort, at F.C. København havde indgået en femårig kontrakt med Moukoko til  udløb i sommeren 2030.

## Landsholdskarriere

### Ungdomslandshold
Moukoko har repræsenteret Tyskland på flere ungdomsniveauer.

### Seniorlandshold
Moukoko gjorde sin debut for Tysklands landshold den 16. november 2022, og blev i en alder af 17 år og 361 dage den yngste debutant for Tysklands landshold siden Uwe Seeler 1954.

## Privat
Moukoko er født og opvokset i Yaoundé i Cameroun. Da han var 10-år gammel flyttede han til Hamborg, hvor hans far boede.

## Titler
Borussia Dortmund
- DFB-Pokal: 1 (2020-21)

Tyskland U/21
- U/21 Europamesterskabet: 1 (2021)